# Adriano Biasutti
Adriano Biasutti (Palazzolo dello Stella, 14 ottobre 1941 – Udine, 29 gennaio 2010) è stato un politico italiano.

## Biografia
Nato nel 1941 a Palazzolo dello Stella da un commerciante di bestiame e dalla gestitrice di un'osteria, si  iscrisse agli inizi degli anni Sessanta alla Democrazia Cristiana, per poi diventare consigliere comunale a Latisana e, tra il 1968 e il 1973, segretario del presidente della provincia di Udine. Fece parte del consiglio regionale dal 1973, per poi assumere la carica di presidente della regione, la quale mantenne dal 1984 al 1992. Nel 1994 fu coinvolto nelle inchieste di Mani pulite, venendo condannato, a seguito di un patteggiamento, a trentotto mesi di reclusione. Negli anni successivi, si avvicinò talora al centrosinistra, talora al centrodestra. Spirò nel 2010 all'Ospedale Santa Maria della Misericordia, a Udine, a causa di un tumore allo stomaco.